# Le Livre des tournois
Le Livre des tournois ("turneringsbog"; Traicte de la Forme de Devis d'un Tournoi) er et manuskript af René d'Anjou, der beskriver reglerne i ridderturneringer. Det er sandsynligvis skrevet i 1460'erne og er rigt illustreret.

## Historie
Tidligere troede man, at  manuskriptet var inspireret af turneringer, der blev afholdt af hofferne i Anjou, Nancy, Saumur og Tarascon mellem 1445 og 1450, men forskere mener nu, at det er yngre og er fra 1460'erne, ikke mindst fordi teksten indeholder flere hentydninger til Traité des anciens et nouveaux tournois, der er skrevet af Antoine de La Sale i 1459. Derudover er hertugen af Bourbons våben to hvide hunde, som ikke blev brugt fra 1420'erne til 1457. Papiret er fra 1450'erne.
Ifølge Gautier (2009) er manuskriptet fra mellem 1462 og 1469, mens René var i Angers. Det blev sandsynligvis færdigt før 1471, da en liste over inventaret på Château d'Angers fra 1471/2 nævner cayez de papier en grant volume, ouquel est le commencement d'un tournoy, som er identificeret som Le Livre des tournois.
Det kom i Marie af Luxemburg (død 1546) og senere i Louis Nicolas Fouquets eje (død 1705). Han gav det til François de Bourbon,som gav det til Louis-César de La Baume Le Blanc de La Vallière, som solgte det til Ludvig 15.'s bibliotek i 1766, hvor det blev til 1789
Originalen blev bestilt i 1460'erne. Det opbevares på Bibliothèque nationale de France i Paris (MS Fr. 2695) illustreret af Barthélemy d'Eyck. (Det er tegninger, muligvis skitser, som senere er farvelagt). Der er i alt 26 hel- og dobbeltsiders-illustrationer. Biblioteket ejer tre eksemplarer af manuskriptet, der er fremstillet kort efter originalen; MS Fr. 2692 dateret til 1488/9, Fr. 2693 fra 1480-1488 og Fr. 2696 dateret til omkring 1483 plus en kopi, Fr. 2694, fra 1600-tallet.

## Indhold
Beskrivelserne i bogen er anderledes end dem i pas d'armes, der findes i Razilly og Saumur; de allegoriske og ridderlige udsmykninger er påfaldende fraværende. René understreger, at han beskriver gamle turneringsskikke fra Frankrig, Tyskland og Nederlandene og kombinerer dem med forslag til, hvordan man afholder ridderturneringer. Turneringerne der beskrives er melee, som udkæmpes mellem to parter. Individuelle lanseridt bliver kun nævnt kort.